# Christof Sauer
Christof Sauer (* 1963 in Biberach an der Riß) ist ein deutscher Pfarrer der Evangelischen Landeskirche in Württemberg, Theologe, Religions- und Missionswissenschaftler und Professor für Religionsfreiheit und Erforschung der Christenverfolgung.

## Leben und Wirken
Christof Sauer absolvierte von 1983 bis 1992 ein Studium der Evangelischen Theologie an der Friedrich-Alexander-Universität Erlangen-Nürnberg und der Eberhard Karls Universität Tübingen. In Tübingen legte er 1992 die Erste Theologische Dienstprüfung ab. Danach folgte zwischen 1993 und 2000 Vikariat und Pfarrdienst sowie von 2011 bis 2017 ein Sonderpfarrdienst in der Evangelischen Landeskirche in Württemberg. Nach der Zweiten Theologischen Dienstprüfung wurde er 1995 ordiniert.
2002 promovierte er mit seiner Dissertation zum Thema Christliches Zeugnis in einer muslimischen Umgebung Reaching the unreached Sudan Belt: Guinness, Kumm and the Sudan Pionier Mission zum D.Th. in Missiology an der University of South Africa (UNISA), Pretoria. 2013 erfolgte seine Habilitation in Missionswissenschaft und Interkulturelle Theologie über „Martyrium und Mission im Kontext: Ausgewählte Positionen aus der weltweiten Christenheit“ an der Kirchlichen Hochschule Wuppertal/Bethel, wo er anschließend bis 2017 als Privatdozent arbeitete.
Sauer war von 2006 bis 2021 Vize-Direktor und ist seither Forschungsdirektor des Internationalen Instituts für Religionsfreiheit (IIRF) der Weltweiten Evangelischen Allianz. Er ist Herausgeber des „International Journal for Religious Freedom“. 2008/09 war er Dozent für Missiologie und Religionswissenschaft und ist seit 2011 Außerplanmäßiger Professor an der University Stellenbosch, Südafrika sowie seit 2014 Professor in Teilzeit for Religious Studies and Missiology an der Evangelischen Theologischen Faculteit Leuven, Belgien. Von 2017 bis 2022 wurde er von der Freien Theologischen Hochschule Gießen auf die „Stiftungsprofessur für Religionsfreiheit und die Erforschung der Christenverfolgung“ berufen.
Seine Forschungsschwerpunkte sind Religionsfreiheit sowie Diskriminierung und Verfolgung der Christen.

## Mitgliedschaften (Auswahl)
- International Consortium of Law and Religion Studies (ICLARS)
- African Consortium of Law and Religion Studies (ACLARS)
- International Association for Mission Studies (IAMS)
- Deutsche Gesellschaft für Missionswissenschaft (DGMW)
- Southern African Missiological Society (SAMS)
- Arbeitskreis für evangelikale Missiologie (AfeM)
- Arbeitskreis für evangelikale Theologie (AfeT)

## Veröffentlichungen (Auswahl)
- Mission und Martyrium. Studien zu Karl Hartenstein und zur Lausanner Bewegung, Verlag für Kultur und Wissenschaft, Bonn 1994, ISBN 978-3-926105-42-4
- Reaching the unreached Sudan Belt. Guinness, Kumm and the Sudan Pionier Mission (Zugl. Dissertation, Univ. of South Africa, Pretoria 2002), VTR, Nürnberg 2005, ISBN 978-3-937965-38-3.
- Christliches Zeugnis und islamische Da’wa. Beiträge zum Forschungsbedarf (mit Andreas Baumann and Eberhard Troeger), VTR, Nürnberg 2005, ISBN 978-3-937965-37-6.
- Martyrium und Mission im Kontext. Analyse ausgewählter theologischer Positionen aus der weltweiten Christenheit (Reihe: Missionswissenschaftliche Forschungen; zugl. Habilitationsschrift im Fach Missions- und Religionswissenschaft und Ökumene an der Kirchlichen Hochschule Wuppertal/Bethel, 2013), Erlanger Verlag für Mission und Ökumene, Erlangen 2021, ISBN 978-3-87214-367-9.

als Herausgeber
- Mission im Umbruch der Zeit, VTR, Nürnberg 2006, ISBN 978-3-937965-64-2.
- Der Ruf zum Islam in Minderheitskontexten, VTR, Nürnberg 2007, ISBN 978-3-937965-85-7.
- Christian-Muslim Encounter in Africa (mit Manfred Jung), (Gospel and Islam 1), Kempton Park 2007, ISBN 978-1-920212-23-0.
- Suffering, Persecution and Martyrdom. Theological Reflections, Verlag für Kultur und Wissenschaft, Bonn 2010, ISBN 978-1-920212-58-2, online.
- Bad Urach Statement. Towards an evangelical theology of suffering, persecution and martyrdom for the global church in mission, Verlag für Kultur und Wissenschaft, Bonn 2013, ISBN 978-3-86269-062-6.
- Freedom of Belief and Christian Mission (mit Hans Aage Gravaas/Tormod Engelsviken u. a.) (Regnum Edinburgh Centenary Series 28), Oxford/Oregon 2015, ISBN 978-1-49823705-5, online.
- Conversion and Persecution. Change of Religion as a Challenge for Religious Freedom (Gastherausgeber mit Wolfgang Häde), Mission Studies 34/3 (2017),
- Global Declarations on Freedom of Religion or Belief and Human Rights (mit Thomas K. Johnson/Thomas Schirrmacher) (The WEA Global Issues Series 18), Bonn 2017, ISBN 978-3-86269-135-7, online.

Aufsätze
- Researching Persecution and Martyrdom. Part 1. The External Perspective. In: International Journal for Religious Freedom 1 (2008), S. 26–48, online.
- The Religious Other as a Threat. Religious Persecution as an Expression of Xenophobia. A Global Survey of Christian-Muslim Convivience, International Journal for Religious Freedom 2/2 (2009), S. 45–72 (ebenfalls veröffentlicht in: Festschrift für JNJ Kritzinger = Missionalia 37/3 [2009], S. 69–89, online).
- Measuring Persecution. The New Questionnaire Design of the World Watch List, International Journal for Religious Freedom 5/2 (2012), S. 21–36, online.
- Survey on Language Use Regarding‚ Discrimination, Persecution, Martyrdom / Appendix. Commentary on Survey about Language Use, International Journal for Religious Freedom 7/1 (2014), S. 208–2012, online.
- Todesstrafe für Glaubenswechsel? Aktuelle Herausforderungen im Umgang mit Diskriminierung und Verfolgung, Deutsches Pfarrerblatt 115/1 (2015), S. 14–18, online.
- Understanding Dimensions of Religious Freedom and Persecution Dynamics in Sub-Saharan Africa (mit Dennis P. Petri/Frans Visscher). In: Pieter Coertzen/Len Hansen (Hrsg.): Law and Religion in Africa. The Quest for the Common Good in Pluralistic Societies, Cleveland 2015, S. 347–368.
- Contemporary Thinking on Conversion and Persecution. A Survey of Recent Missiological Compendia. Mission Studies 34/3 (2017), S. 295–308
- Kann man Märtyrer zählen und wenn ja, wie? Gegensätzliche Ansätze. In: Elmar Spohn (Hrsg.): Gottes Handeln in der Geschichte. Einschätzungen – Ergebnisse – Diskussionen (Festschrift für Klaus Wetzel zum 65. Geburtstag), (Korntaler Reihe 13), Nürnberg 2017, S. 78–106 (nachgedruckt in: Th. Schirrmacher, Max Klingenberg und Martin Warnecke (Hrsg.): Jahrbuch Verfolgung und Diskriminierung von Christen 2018, Verlag für Kultur und Wissenschaft, Bonn 2018, S. 32–61, online).
- Solidarität mit bedrängten und verfolgten Christen und Einsatz für das Menschenrecht auf Religionsfreiheit für alle. Ein Kommentar zum Ökumenischen Bericht zur Religionsfreiheit 2017, IIRF Bulletin 1 (2018), S. 3–25, online.